# Neuseeländisches Pfuhlhuhn
Das Neuseeländische Pfuhlhuhn (Tribonyx hodgenorum, Syn.: Gallinula hodgenorum) ist eine ausgestorbene Rallenart von Neuseeland. Das Artepitheton bezieht sich auf die Hodgen-Brüder, die die Eigentümer des Pyramid-Valley-Sumpfes waren, wo der Holotypus gefunden wurde.

## Merkmale
Das Neuseeländische Pfuhlhuhn erreichte ein Gewicht von 280 Gramm und seine Flügel waren so stark reduziert, dass es flugunfähig war. Es war ungefähr gleich groß wie das Rotfuß-Pfuhlhuhn (Tribonyx ventralis), hatte jedoch kürzere, kräftigere Läufe. Der Schädel zeigte Ähnlichkeiten mit dem des Tasmanischen Pfuhlhuhns (Tribonyx mortierii). Daher ist es möglich, dass das Rotfuß-Pfuhlhuhn, das Tasmanische Pfuhlhuhn und das Neuseeländische Pfuhlhuhn einen gemeinsamen Vorfahren hatten.

## Lebensraum
Die Lebensräume des Neuseeländischen Pfuhlhuhns waren unterschiedlich. Sie reichten von offenen Wäldern oder Grasland bis zu Flussufern.

## Aussterben
Das Neuseeländische Pfuhlhuhn ist nur von subfossilem Material bekannt, das in Muschelhaufen der Māori entdeckt wurde, die bis ins 18. Jahrhundert datiert werden. Hunderte von Knochen, die im Pyramid Valley auf der Südinsel, im Lake Poukawa auf der Nordinsel und in mehreren anderen Fossillagerstätten gefunden wurden, deuten darauf hin, dass das Neuseeländische Pfuhlhuhn, abgesehen von den Chatham-Inseln, in ganz Neuseeland verbreitet war. Die Hauptursache für sein Aussterben war vermutlich die Überjagung durch die Māori und die Nachstellung durch die Pazifische Ratte.

## Systematik
1955 wurde die Art von Ron Scarlett als Rallus hodgeni beschrieben. Storrs Lovejoy Olson transferierte sie 1975 in die Gattung Gallinula und änderte das Artepitheton 1986 in hodgenorum. 2008 wurde die ehemalige Untergattung Tribonyx (enthält die australischen und neuseeländischen Pfuhlhühner) zur Gattung erhoben  und das Neuseeländische Pfuhlhuhn 2014 der Gattung Tribonyx zugeordnet.